# Lê Phúc Phương
Lê Phúc Phương (sinh ngày 08 tháng 01 năm 1987) là cầu thủ cầu mây người Việt Nam hiện đang chơi cho Đội tuyển cầu mây quốc gia Việt Nam và khoác áo số 2. Lê Phúc Phương đã đoạt các giải huy chương vàng tại các đại hội thể thao cầu toàn quốc như huy chương vàng đôi nam 2020, huy chương vàng đồng đội 4 nam 2021.

## Tiểu sử
Lê Phúc Phương sinh ngày 8 tháng 1 năm 1987 tại Thành phố Hồ Chí Minh. Quê gốc anh ở Vĩnh Long. Anh bắt đầu gia nhập lò đào tạo câu lạc bộ cầu mây trẻ của Thành phố Hồ Chí Minh từ năm 12 tuổi. Năm 2013, anh gia nhập vào đội tuyển Đội tuyển cầu mây quốc gia Việt Nam.
Từ năm 12 tuổi, Lê Phúc Phương nhờ năng khiếu bẩm sinh trong đá cầu anh đã được Liên đoàn thể thao cầu mây phát hiện. Sau đó anh đã nhanh chóng chiếm được sự tin yêu của thầy dạy và đội qua những cú đá cầu dũng mãnh vượt xa nhiều bạn đồng đội cùng trang lứa khác.
Sau khi tập được một năm, anh liên tục tham gia các giải đấu dành cho những tuyển thủ cầu mây trẻ đạt nhiều huy chương vàng ở những nội dung thi đấu cầu mây đôi nam, cầu mây 3 nam, cầu mây 4 nam phối hợp tại thành phố và toàn quốc.
Trong những sau năm này, anh được sự tin tưởng của Liên đoàn thể thao cầu mây đi tham dự các giải cầu mây bãi biển và anh cũng là 1 trong số ít những vận động viên có thể vừa tham gia cầu mây bãi biển và vừa tham gia cầu mây trong nhà.
Vì hầu như ai trong ngành này đều biết rằng cầu mây bãi biển khó di chuyển hơn là cầu mây thi đấu trong nhà, nên lúc thi đâu có thể khó thích nghi được với sân đấu. Nhưng dù ở vị trí nào thì anh vẫn hoàn thành rất tốt vai trò của mình. Dưới sự hướng dẫn trực tiếp của các huấn luyện viên, Lê Phúc Phương đã có những tiến bộ vượt bậc.
Và bằng chứng đó là anh đã mang lại rất nhiều huy chương tại các giải cầu mây quốc tế có thể kể đến lớn nhất đó chính là giải Giải vô địch cầu mây bãi biển châu Á 2019 diễn ra tại Trung Quốc anh đoạt giải huy chương Bạc và King's Cup Sepaktakraw 2019 diễn ra tại Thái Lan.

## Sự nghiệp
Năm 2006, Lê Phúc Phương được phong danh hiệu kiện tướng quốc gia tại giải cầu mây toàn quốc. Năm 2010 Lê Phúc Phương được phong danh hiệu kiện tướng cầu mây quốc tế khi anh tham dự giải cầu mây Châu Á diễn ra tại Đà Nẵng. Vào năm 2016 anh còn góp mặt vào đại hội Cầu mây bãi biển tại Cầu mây bãi biển tại Đại hội Thể thao Bãi biển châu Á 2016 diễn ra ở Đà Nẵng, Việt Nam từ ngày 25 tháng 9 đến ngày 2 tháng 10 năm 2016 tại bãi biển Mỹ Khê. Tại đại hội này anh dành giải huy chương bạc ở nội dung đồng đội 4 nam.
Lê Phúc Phương lần đầu được ra sân trong màu áo Đội tuyển cầu mây quốc gia Việt Nam vào tháng 5 năm 2013. Cuối năm 2019, anh cùng đội tuyển quốc gia giành huy chương bạc tại King's Cup Sepaktakraw World Championship năm 2019.
Cũng trong năm 2019, anh cùng đội tuyển nam cầu mây Thành phố Hồ Chí Minh đã đem về chiếc huy chương vàng cho cầu mây thành phố tại Giải vô địch cầu mây toàn quốc 2019.
Vào năm 2020 anh đoạt giải huy chương vàng ở nội dung đôi nam phối hợp và đồng đội 4 nam tại Giải vô địch vầu mây Quốc gia 2020. Vào năm 2021 anh đoạt giải huy chương vàng ở nội dung đôi nam phối hợp tại Giải vô địch vầu mây Quốc gia 2021.
Vào năm 2019 tại Giải vô địch cầu mây bãi biển châu Á 2019 được diễn ra tại Trung Quốc anh đoạt giải huy chương Bạc ở nội dung 3 nam phối hợp và đồng đội 4 nam..